# Schlesisches Tor (metropolitana di Berlino)
Schlesisches Tor è una stazione delle linee U1 ed U3 della metropolitana di Berlino.

## Strutture ed impianti
È posta sotto tutela monumentale, o Denkmalschutz.
La stazione prende il nome da una delle antiche porte della città di Berlino; la strada che la percorreva portava da sud-est alla provincia della Slesia.

## Storia
L'inaugurazione avvenne il 18 febbraio del 1902 e il design fu ideato dalla compagnia Siemens & Halske. Durante la divisione della città che avvenne il 13 agosto 1961, la stazione divenne terminale delle linee U1 ed U3, poiché Warschauer Straße si trovava nella Berlino Est. Il collegamento fu ripristinato nel 1995.

## Curiosità
La stazione è stata una delle location del film di spionaggio The Quiller Memorandum.

## Servizi
La stazione dispone di:
- Biglietteria